# KIR2DS2
KIR2DS2 (англ. Killer cell immunoglobulin like receptor, two Ig domains and short cytoplasmic tail 2) – білок, який кодується однойменним геном, розташованим у людей на довгому плечі 19-ї хромосоми. Довжина поліпептидного ланцюга білка становить 304 амінокислот, а молекулярна маса — 33 502.
| 10         |  | 20         |  | 30         |  | 40         |  | 50         |
| ---------- |  | ---------- |  | ---------- |  | ---------- |  | ---------- |
| MSLMVVSMAC |  | VGFFLLQGAW |  | PHEGVHRKPS |  | LLAHPGPLVK |  | SEETVILQCW |
| SDVRFEHFLL |  | HREGKYKDTL |  | HLIGEHHDGV |  | SKANFSIGPM |  | MQDLAGTYRC |
| YGSVTHSPYQ |  | LSAPSDPLDI |  | VITGLYEKPS |  | LSAQPGPTVL |  | AGESVTLSCS |
| SRSSYDMYHL |  | SREGEAHERR |  | FSAGPKVNGT |  | FQADFPLGPA |  | THGGTYRCFG |
| SFRDSPYEWS |  | NSSDPLLVSV |  | TGNPSNSWPS |  | PTEPSSKTGN |  | PRHLHVLIGT |
| SVVKIPFTIL |  | LFFLLHRWCS |  | NKKNAAVMDQ |  | EPAGNRTVNS |  | EDSDEQDHQE |
| VSYA       |  |            |  |            |  |            |  |            |

A: Аланін

C: Цистеїн

D: Аспарагінова кислота

E: Глутамінова кислота

F: Фенілаланін

G: Гліцин

H: Гістидин

I: Ізолейцин

K: Лізин

L: Лейцин

M: Метіонін

N: Аспарагін

P: Пролін

Q: Глутамін

R: Аргінін

S: Серин

T: Треонін

V: Валін

W: Триптофан

Кодований геном білок за функцією належить до рецепторів. 
Локалізований у клітинній мембрані, мембрані.